# Progrock Records
Progrock Records ook wel ProgRock Records was een Amerikaans platenlabel gespecialiseerd in progressieve rock. Het label is gevestigd in Rancho Santa Margarita, Californië. De eerste albums werden in 2002 uitgegeven. Het bedrijf werd in 2010 opgeheven.

## Besproken albums
- PRR 138: Guy Manning: A Matter of Life & Death (The Journal of Abel Mann)
- PRR 139: Guy Manning: One Small Step...
- PRR 210: Sylvan: Artificial Paradise
- PRR 270: Guy Manning:  Anser's Tree
- PRR 380: Starcastle: Song of Times
- PRR 430: Moongarden: Songs from the Lighthouse
- PRR 680: Parallel or 90 Degrees: A Can of Worms